# Perspective Lénine (Tcheliabinsk)
La perspective Lénine (Проспе́кт Ле́нина) (de 1920 à 1960 rue Spartakiste ou de Spartak) est une grande artère de Tcheliabinsk en Russie. Elle est nommée en hommage à Lénine.

## Origine et dénomination
La perspective Lénine prend le tracé de plusieurs voies : le boulevard du Sud (à l'est de la place de la Révolution et de la rue de Bulgarie); plus à l'ouest la voie (renommée en 1920) est unie à l'ancienne rue Spartkiste (renommée en 1960 en perspective Lénine). Ce changement de nom se conforme aux standards soviétiques des villes ayant un million d'habitants au moins (ce qu'elle atteint en 1976), où il doit y avoir une grande rue centrale de ce nom. En même temps, avec ce changement de nom de la rue Spartakiste (ou de Spartak Spartacus), l'ancienne rue Lénine (de la Miass jusqu'à la rue Spartak) est unie à la rue de la Liberté (oulitsa Svobody),. Aujourd'hui, cette rue se trouve dans le raïon central sur le territoire de Cherchine,.

## Caractéristiques

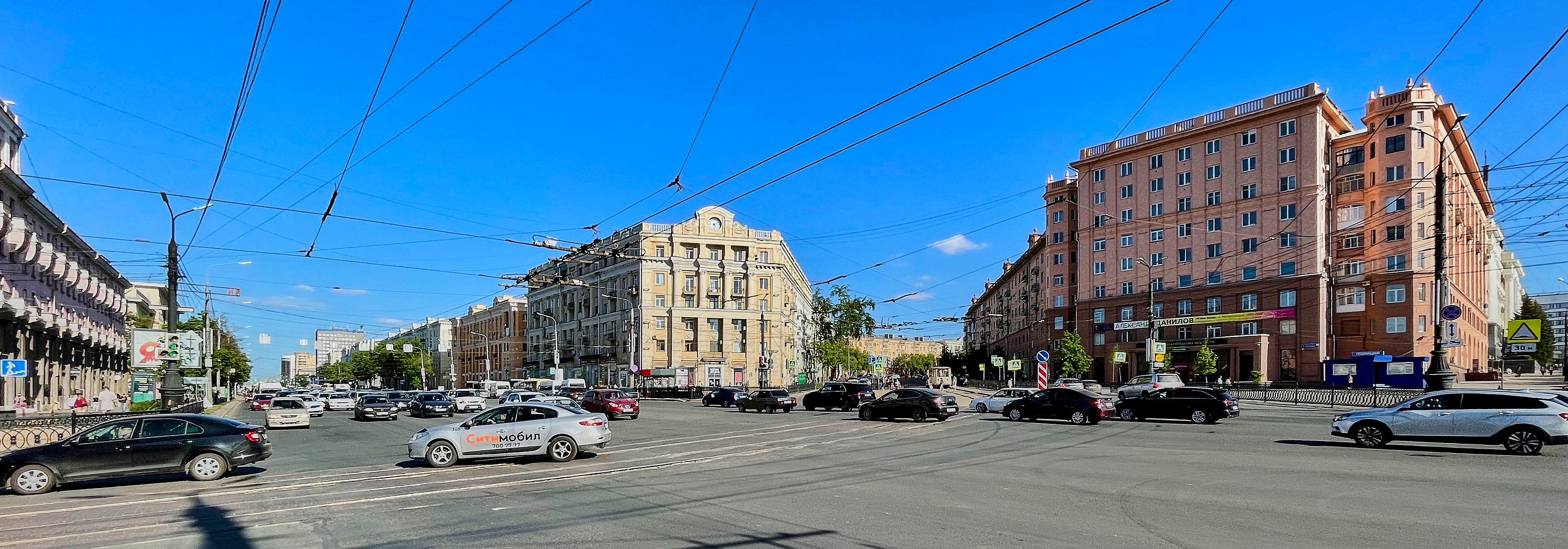
Croisement avec la rue Zwilling.

La longueur de cette artère est de 7 km de la rue Lineïnaïa et du passage de l'usine de tracteurs de Tcheliabinsk jusqu'à la rue Lessoparkovaïa (du parc de la forêt); et sa largeur est de 60 à 95 mètres. Elle s'étend d'est en ouest traversant les raïons (districts) de l'usine de tracteurs, Sovietsky (soviétique) et Tsentralny (central) de la ville. La numérotation suit celle du système de Moscou, c'est-à-dire d'est en ouest; les numéros pairs sont du côté Nord et les numéros impairs, du côté Sud. La plupart des bâtiments datent du XXe siècle. Le sculpteur Lev Golovnitski a habité au n° 77.

## Bâtiments et lieux notables
D'est en ouest:
- Usine de tracteurs de Tcheliabinsk
- Église Saint-Basile-le-Grand
- Palais de la culture de l'usine de tracteurs de Tcheliabinsk
- Cinéma «Kirovets»
- Théâtre de l'usine de tracteurs de Tcheliabinsk
- Parc Terechkova
- Gymnasium n° 48 Nikolaï-Ostrovski
- Place du Komsomol avec son édifice homonyme de la station de métro
- Cinéma «Spartak»
- Tcheliabguipromez
- Place de la Révolution avec la station de métro en construction
- Immeuble d'habitation de l'Oblispolkom
- Théâtre de la Jeunesse de Tcheliabinsk
- Assemblée législative de l'oblast de Tcheliabinsk
- Institut de recherche scientifique d'industrie légère
- Bibliothèque scientifique universelle de l'oblast de Tcheliabinsk
- Parc Aloé Polé
- Université pédagogique d'État de l'Oural du Sud
- Université agrarienne d'État de l'Oural du Sud
- Institut Tcheliabinskgrajdanproïekt
- Institut de recherche de Tcheliabinsk sur l'exploitation minière à ciel ouvert
- Université d'État de l'Oural du Sud
- Place de la Science avec le monument de Kourtchatov l'«Atome divisé»

## Transport

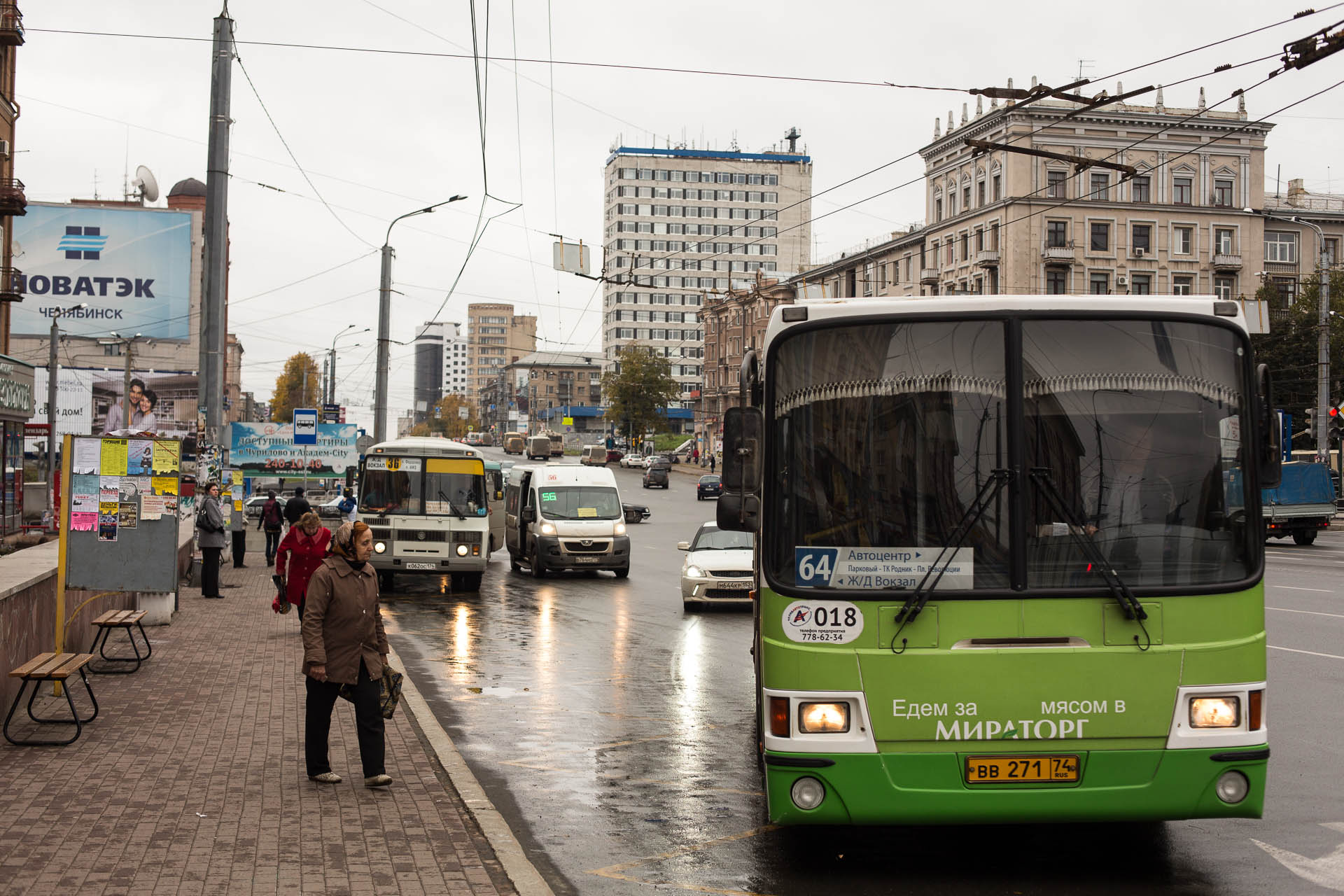
Trolleybus de Tcheliabinsk, perspective Lénine.

La perspective Lénine est l'une des artères de transport les plus importantes de Tcheliabinsk. La largeur de la chaussée de l'avenue varie de 2 à 5 voies dans chaque sens. Les itinéraires de tous les types de transports publics passent le long de cette artère : autobus, trolleybus (sur toute la longueur de la perspective Lénine), tramway (de l'usine de tracteurs à la place Komsomolskaïa). Le premier trolleybus de Tcheliabinsk passa le long de la perspective Lénine en 1942. Plusieurs stations de métro sont prévues.

## Photographies

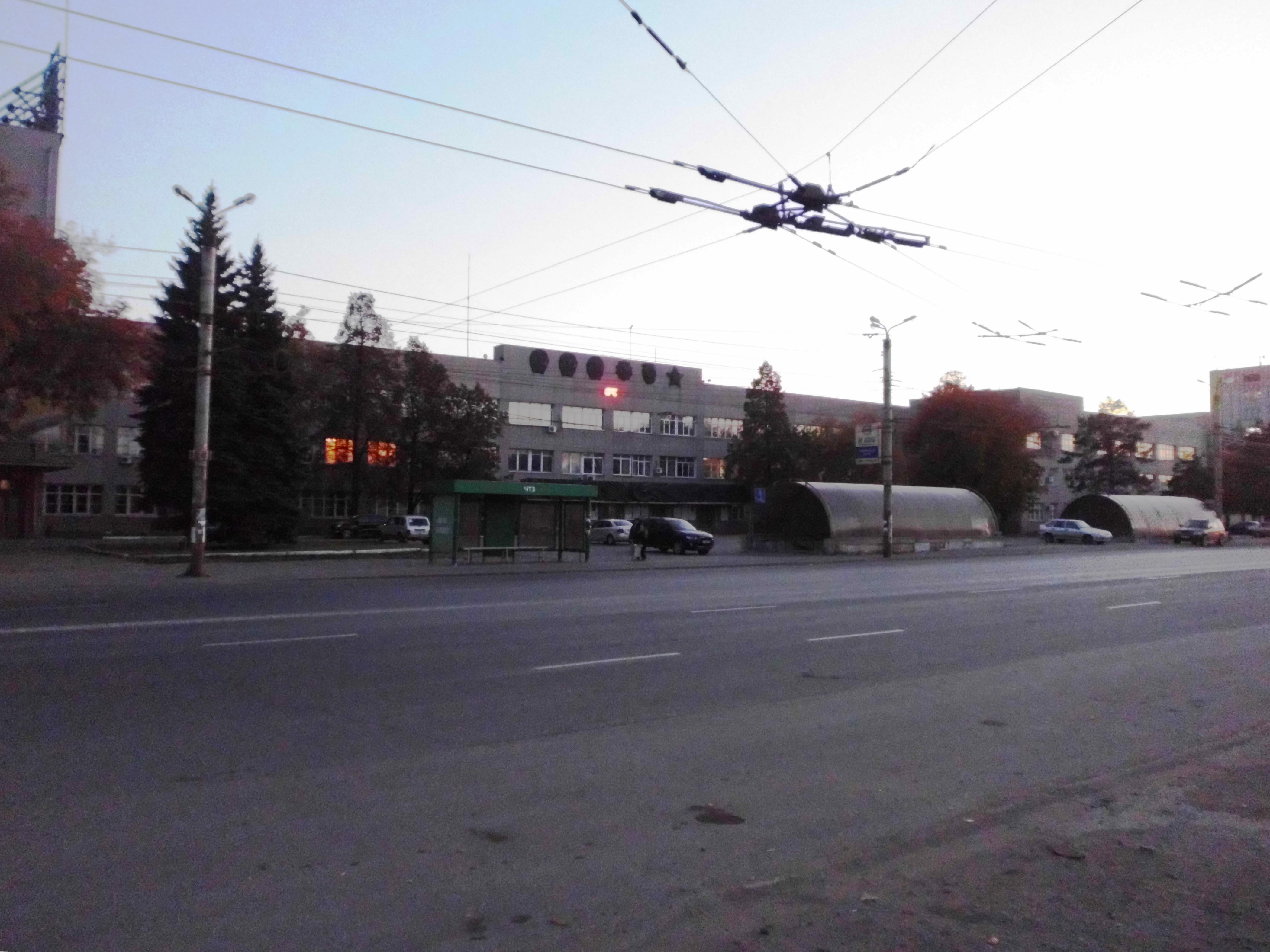
La perspective Lénine près du siège administratif de l'usine de tracteurs (persp. Lénine, 3)
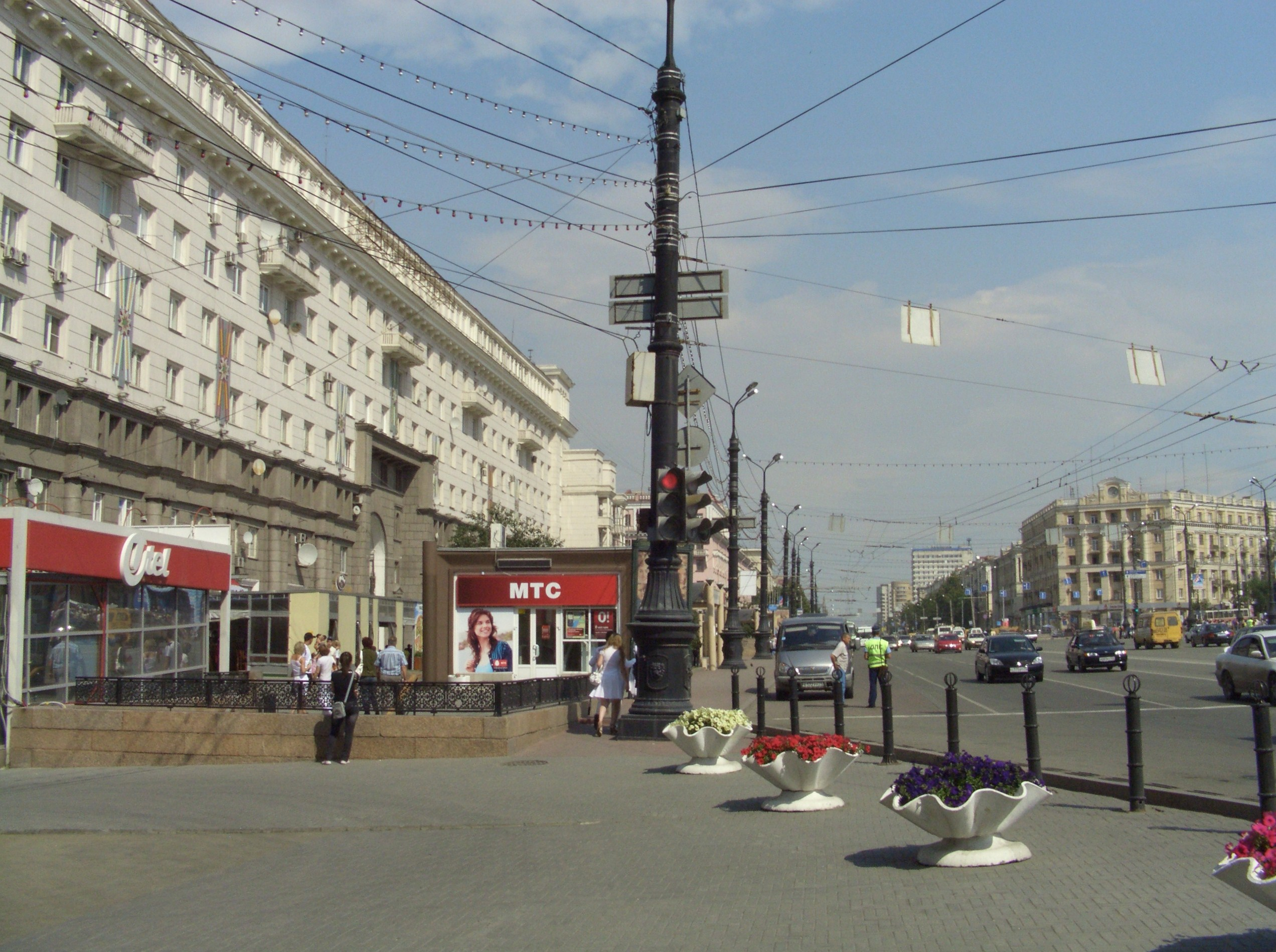
Dans la partie du raïon Tsentralny.
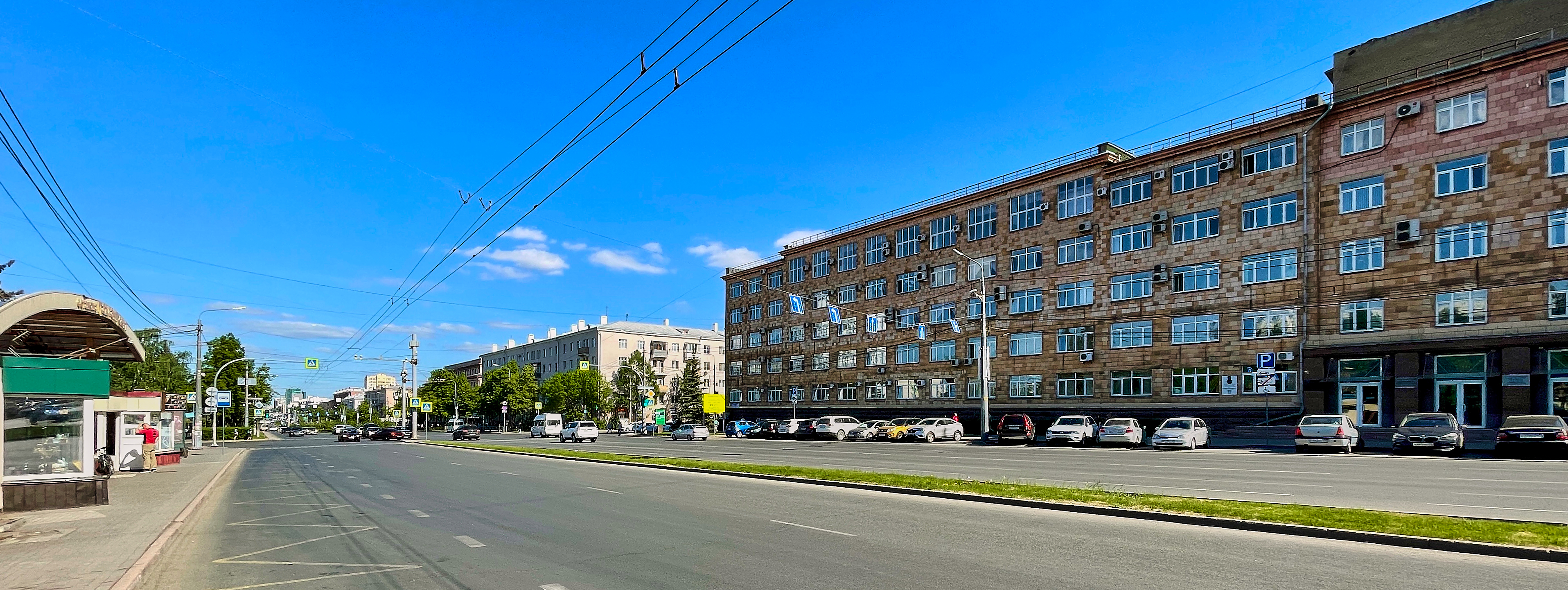
Immeubles n° 79
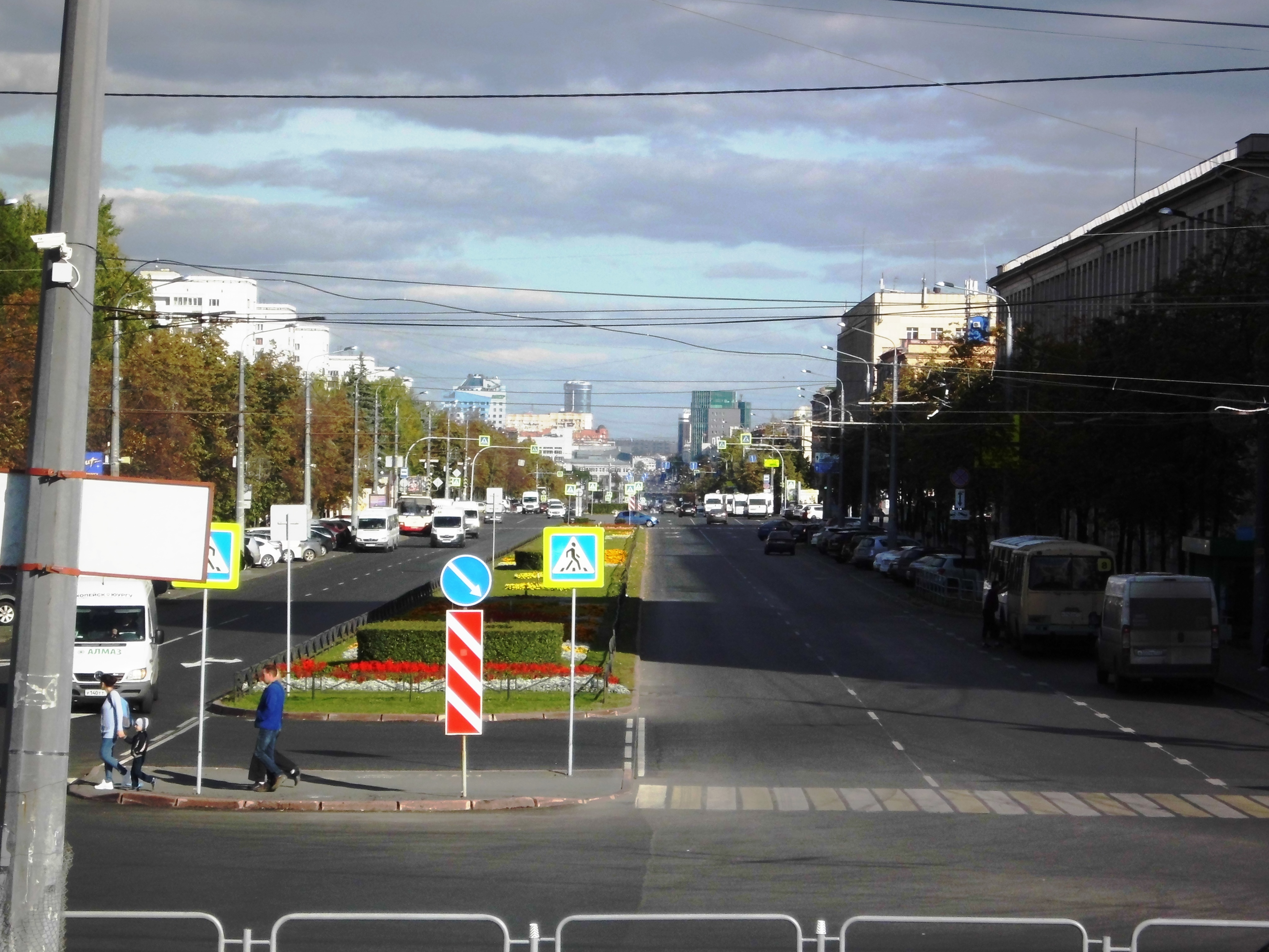
Fin de la perspective Lénine, bâtiment universitaire de l'Université d'État du Sud de l'Oural (persp. Lénine, 85, 87)